# 잠재기
잠재기(latency stage) 또는 잠복기는 프로이트 심리학 성심리 발전의 4번째 시기로, 사춘기가 오기 전 성적 욕구의 충족에 대해 사회의 질서를 따라야 한다는 것을 배우는 시기이다.

## 같이 보기
- 구강기
- 항문기
- 남근기
- 성욕기